# Crystal Boys
Crystal Boys (孽子S, NièzǐP, lett. "figli del peccato") è una serie televisiva taiwanese, a tematica omosessuale, andata in onda per la prima volta dal 17 febbraio al 14 marzo 2003 su PTS. L'opera è tratta dall'omonimo romanzo che, in lingua italiana, è stato adattato con il titolo di "Il maestro della notte".

## Trama
I fatti narratti si svolgono a Taipei nel 1973 (mentre nel romanzo sono gli anni '60) e seguono un breve periodo della vita di un giovane uomo chiamato Li-Qing (李青, soprannominato A-Qing).
Quando A-Qing viene espulso dalla sua scuola a causa dei rapporti omosessuali intrattenuti con il compagno di classe Zhao Ying (趙英) suo padre lo caccia di casa. A-Qing quindi inizia a frequentare il New Park, una zona per incontri omosessuali, dove farà la conoscenza di altre persone come lui.

## Personaggi

### Principali
- Wu Min, interpretato da Joseph Chang
- Li Qing, interpretato da Fan Zhi Wei
- Xiao Yu, interpretato da King Chin

### Secondari
- Wang Kui Long  / Long Zi, interpretato da Chung Hua Tuo
- Zhao Ying, interpretato da Tony Yang
- Madre di Qing, interpretata da Shu Qin Ke
- Wu Ya, interpretato da Joseph Hsia
- Mr. Zhang, interpretato da Meng Sheng Shen

## Riconoscimenti

### Golden Bell Awards, Taiwan – 2003
Vinti:
- Miglior Attrice in una serie TV – Samantha Shu-Chin Ko
- Miglior Regia per una serie TV – Jui-Yuan Tsao
- Miglior Direzione artistica per una serie TV – Ying-Kwong Hui
- Miglior Illuminazione – Ming-Te Wu
- Miglior comparto Sonoro – Tsung-Pei Fan, Mao-Tzu Teng, Ji-Chang Suo

Candidature:
- Miglior Performance di un attore in una serie televisiva – Tsung-Hua A
- Miglior Performance di un attore in una serie televisiva – Wing Fan
- Miglior fotografia – Ting-chang Chin
- Miglior montaggio – Min-Chi Tu

## Adattamento teatrale
L'opera ha avuto un adattamento teatrale nel 2014 della durata di 3 ore sempre a cura di Ruiyuan Cao (lo stesso regista della serie) e con diversi attori del telefilm nei medesimi ruoli.